# 283 هـ
283 هـ هي سنة في التقويم الهجري امتدت مقابلةً في التقويم الميلادي بين سنتي 896 و897.

## مواليد
- أبو الحسن الحراني
- المسعودي
- أبو عمرو الكندي
- ابن زهرون

## وفيات
- ابن الرومي

- سهل التستري